# Mikronezja na Mistrzostwach Świata w Lekkoatletyce 2011
Mikronezja na Mistrzostwach Świata w Lekkoatletyce 2011 była reprezentowana przez 2 zawodników – 1 kobietę i 1 mężczyznę.

## Wyniki reprezentantów Mikronezji

### Mężczyźni

#### Konkurencje biegowe
| Konkurencja   | Zawodnik    | Runda 1  | Runda 1 | Runda 2  | Runda 2 | Półfinał | Półfinał | Finał    | Finał   |
| Konkurencja   | Zawodnik    | Rezultat | Pozycja | Rezultat | Pozycja | Rezultat | Pozycja  | Rezultat | Pozycja |
| ------------- | ----------- | -------- | ------- | -------- | ------- | -------- | -------- | -------- | ------- |
| Bieg na 100 m | John Howard | 11,71    | 27      | NQ       | NQ      | NQ       | NQ       | NQ       | NQ      |

### Kobiety

#### Konkurencje biegowe
| Konkurencja   | Zawodniczka     | Runda 1  | Runda 1 | Runda 2  | Runda 2 | Półfinał | Półfinał | Finał    | Finał   |
| Konkurencja   | Zawodniczka     | Rezultat | Pozycja | Rezultat | Pozycja | Rezultat | Pozycja  | Rezultat | Pozycja |
| ------------- | --------------- | -------- | ------- | -------- | ------- | -------- | -------- | -------- | ------- |
| Bieg na 100 m | Mihter Wendolin | 14,69    | 35      | NQ       | NQ      | NQ       | NQ       | NQ       | NQ      |